# Discografia di Gazzelle
La discografia di Gazzelle, cantautore italiano, è costituita da cinque album in studio, trentaquattro singoli e ventisei video musicali (inclusi quelli come artista ospite), pubblicati dal 2011.

## Album in studio
| Anno | Titolo | Classifiche | Certificazioni     |
| Anno | Titolo | ITA         | Certificazioni     |
| ---- | --- | ----------- | ------------------ |
| 2017 | Superbattito - Pubblicato: 3 marzo 2017 - Etichetta: Maciste Dischi - Formati: CD, LP, download digitale, streaming                  | 2           | - ITA: Platino     |
| 2018 | Punk - Pubblicato: 30 novembre 2018 - Etichetta: Maciste Dischi - Formati: CD, LP, download digitale, streaming                      | 9           | - ITA: Platino (3) |
| 2021 | OK - Pubblicato: 12 febbraio 2021 - Etichetta: Maciste Dischi, Artist First - Formati: CD, download digitale, streaming              | 1           | - ITA: Platino (3) |
| 2023 | Dentro - Pubblicato: 19 maggio 2023 - Etichetta: Double Trouble Club, Island Records - Formati: CD, LP, download digitale, streaming | 4           | - ITA: Platino     |
| 2025 | Indi - Pubblicato: 24 gennaio 2025 - Etichetta: Maciste Dischi, Warner Music Italy - Formati: CD, LP, download digitale, streaming   | 3           | - ITA: Oro         |

## Singoli

### Come artista principale
| Anno                                                                          | Titolo                      | Classifiche | Classifiche | Certificazioni     | Album di provenienza |
| Anno                                                                          | Titolo                      | ITA         | SWI         | Certificazioni     | Album di provenienza |
| ----------------------------------------------------------------------------- | --------------------------- | ----------- | ----------- | ------------------ | -------------------- |
| 2016                                                                          | Quella te                   | —           | —           | - ITA: Oro         | Superbattito         |
| 2017                                                                          | Nmrpm                       | —           | —           | - ITA: Oro         | Superbattito         |
| 2017                                                                          | Zucchero filato             | —           | —           |                    | Superbattito         |
| 2017                                                                          | Sayonara                    | —           | —           | - ITA: Oro         | Superbattito         |
| 2017                                                                          | Stelle filanti              | —           | —           |                    | Superbattito         |
| 2017                                                                          | Nero                        | —           | —           | - ITA: Oro         | Superbattito         |
| 2018                                                                          | Meglio così                 | —           | —           | - ITA: Oro         | Superbattito         |
| 2018                                                                          | Martelli                    | 60          | —           |                    | Superbattito         |
| 2018                                                                          | Tutta la vita               | 59          | —           | - ITA: Oro         | Punk                 |
| 2018                                                                          | Sopra                       | 41          | —           | - ITA: Platino (2) | Punk                 |
| 2018                                                                          | Scintille                   | 62          | —           | - ITA: Platino     | Punk                 |
| 2019                                                                          | Punk                        | 59          | —           | - ITA: Platino     | Punk                 |
| 2019                                                                          | Polynesia                   | 24          | —           | - ITA: Platino     | Punk                 |
| 2019                                                                          | Settembre                   | 14          | —           | - ITA: Oro         | Punk                 |
| 2019                                                                          | Una canzone che non so      | 25          | —           | - ITA: Platino     | Punk                 |
| 2019                                                                          | Vita paranoia               | 57          | —           | - ITA: Platino     | Punk                 |
| 2020                                                                          | Ora che ti guardo bene      | 11          | —           | - ITA: Platino     | /                    |
| 2020                                                                          | Destri                      | 2           | —           | - ITA: Platino (6) | Ok                   |
| 2020                                                                          | Lacri-ma                    | 21          | —           | - ITA: Oro         | Ok                   |
| 2020                                                                          | Scusa                       | 5           | —           | - ITA: Platino     | Ok                   |
| 2021                                                                          | Belva                       | 8           | —           |                    | Ok                   |
| 2021                                                                          | Tuttecose (con Mara Sattei) | 16          | —           | - ITA: Platino (2) | Ok                   |
| 2021                                                                          | Fottuta canzone             | 21          | —           | - ITA: Oro         | Ok                   |
| 2022                                                                          | Non lo dire a nessuno       | 38          | —           |                    | Dentro               |
| 2023                                                                          | Idem                        | 21          | —           | - ITA: Platino     | Dentro               |
| 2023                                                                          | Flavio                      | 63          | —           | - ITA: Oro         | Dentro               |
| 2024                                                                          | Tutto qui                   | 6           | 84          | - ITA: Platino (2) | Indi                 |
| 2024                                                                          | Mezzo secondo               | 24          | —           | - ITA: Oro         | Indi                 |
| 2024                                                                          | Come il pane                | 25          | —           |                    | Indi                 |
| 2025                                                                          | Noi no                      | 19          | —           |                    | Indi                 |
| 2025                                                                          | Da capo a 12                | 90          | —           |                    | Indi                 |
| 2025                                                                          | Stupido                     | 75          | —           |                    | Indi                 |
| "—" indica una pubblicazione non classificata o non pubblicata in quel Paese. |                             |             |             |                    |                      |

### Come artista ospite
| Anno | Titolo                                         | Album di provenienza |
| ---- | ---------------------------------------------- | -------------------- |
| 2018 | Super Martina (Lorenzo Fragola feat. Gazzelle) | Bengala              |
| 2020 | Fuori noi (Zero Assoluto feat. Gazzelle)       | /                    |

## Altri brani entrati in classifica
| Anno | Titolo                                  | Classifiche | Album di provenienza |
| Anno | Titolo                                  | ITA         | Album di provenienza |
| ---- | --------------------------------------- | ----------- | -------------------- |
| 2017 | Non sei tu                              | 86          | Superbattito         |
| 2018 | Smpp                                    | 57          | Punk                 |
| 2018 | Sbatti                                  | 72          | Punk                 |
| 2018 | Coprimi le spalle                       | 80          | Punk                 |
| 2021 | Coltellata (feat. Thasup)               | 4           | Ok                   |
| 2021 | Blu                                     | 22          | Ok                   |
| 2021 | Però                                    | 24          | Ok                   |
| 2021 | 7                                       | 33          | Ok                   |
| 2021 | Gbtr                                    | 37          | Ok                   |
| 2021 | Un po' come noi                         | 52          | Ok                   |
| 2023 | Quello che eravamo prima (feat. Thasup) | 30          | Dentro               |
| 2023 | Milioni (feat. Fulminacci)              | 72          | Dentro               |
| 2023 | Roma (feat. Noyz Narcos)                | 86          | Dentro               |
| 2025 | Grattacieli meteoriti gli angeli        | 20          | Indi                 |
| 2025 | Stammi bene                             | 48          | Indi                 |
| 2025 | Piango anche io                         | 69          | Indi                 |
| 2025 | Non lo sapevo                           | 87          | Indi                 |

## Collaborazioni
| Anno | Titolo                                                          | Classifiche | Album di provenienza |
| Anno | Titolo                                                          | ITA         | Album di provenienza |
| ---- | --------------------------------------------------------------- | ----------- | -------------------- |
| 2021 | Me o le mie canzoni? (Rkomi feat. Gazzelle)                     | 15          | Taxi Driver          |
| 2022 | Notte scura (Sick Luke feat. Gazzelle)                          | 9           | X2                   |
| 2022 | Addio (The Night Skinny feat. Gazzelle, Ernia, Mahmood e Rkomi) | 38          | Botox                |

## Video musicali
| Anno | Titolo                 | Regista/i                                       |
| ---- | ---------------------- | ----------------------------------------------- |
| 2016 | Quella te              | Paula Lingyi Sun                                |
| 2017 | Nmrpm                  | Bendo (Andrea Santaterra e Lorenzo Silvestri)   |
| 2017 | Zucchero filato        | Paula Lingyi Sun                                |
| 2017 | Stelle filanti         | Daniel Bedusa e Danilo Bubani                   |
| 2017 | Nero                   | Bendo (Andrea Santaterra e Lorenzo Silvestri)   |
| 2018 | Meglio così            | Zavvo Nicolosi                                  |
| 2018 | Martelli               | Daniel Bedusa e Danilo Bubani                   |
| 2018 | Super Martina          | YouNuts! (Antonio Usbergo e Niccolò Celaia)     |
| 2018 | Tutta la vita          | Jacopo Farina                                   |
| 2018 | Sopra                  | Bendo (Andrea Santaterra e Lorenzo Silvestri)   |
| 2018 | Scintille              | Bendo (Andrea Santaterra e Lorenzo Silvestri)   |
| 2019 | Punk                   | Gianluca Di Clemente e Paolo Grossi (La Clique) |
| 2019 | Polynesia              | Bendo (Andrea Santaterra e Lorenzo Silvestri)   |
| 2019 | Settembre              | Bendo (Andrea Santaterra e Lorenzo Silvestri)   |
| 2019 | Una canzone che non so | Bendo (Andrea Santaterra e Lorenzo Silvestri)   |
| 2019 | Vita paranoia          | Marco Brancato                                  |
| 2020 | Destri                 | Bendo (Andrea Santaterra e Lorenzo Silvestri)   |
| 2021 | Belva                  | Bendo (Andrea Santaterra e Lorenzo Silvestri)   |
| 2021 | Tuttecose              | Bendo (Andrea Santaterra e Lorenzo Silvestri)   |
| 2021 | Fottuta canzone        | Bendo (Andrea Santaterra e Lorenzo Silvestri)   |
| 2022 | Non lo dire a nessuno  | Bendo (Andrea Santaterra e Lorenzo Silvestri)   |
| 2023 | Idem                   | Filiberto Signorello                            |
| 2023 | Flavio                 | Bendo (Andrea Santaterra e Lorenzo Silvestri)   |
| 2024 | Tutto qui              | Bendo (Andrea Santaterra e Lorenzo Silvestri)   |
| 2024 | Mezzo secondo          | Bendo (Andrea Santaterra e Lorenzo Silvestri)   |
| 2025 | Noi no                 | Bendo (Andrea Santaterra e Lorenzo Silvestri)   |